# Губернатор Анжу
Губернатор Анжу — должность, существовавшая во Франции при Старом режиме.

## История
Первый губернатор был назначен в герцогство Анжуйское, бывшее театром военных действий, Карлом VII во время Столетней войны. После присоединения герцогства к королевскому домену в 1481 году должность военного губернатора стала постоянной, как во время войны, так и во время мира, оттеснив на задний план пост сенешаля провинции, ранее командовавшего всем ее ополчением, и которому с тех пор фактически было оставлено только поручение созывать бан и арьербан.
В первой половине — середине XVI века существовало соединенное Анжуйско-Туреньское губернаторство, а в 1560 году член пришедшей к власти группировки Гизов герцог де Монпансье при дележе должностей добился сосредоточения в своих руках губернаторств Анжу, Турени, Мена, Перша, Лаваля, Вандомуа, графства Блуа, Амбуазского и Лудёнского бальяжей.
В 1576—1584 годах Анжу входило в состав апанажа Франсуа де Валуа, который назначал своих губернаторов, в числе которых был знаменитый барон де Бюсси-д'Амбуаз, «Храбрый Бюсси», за жестокие репрессии против местных протестантов прозванный «Анжуйским палачом».
В XVI — 1-й трети XVII века губернаторы пользовались значительными правами и действительно возглавляли провинциальную администрацию, но со времен Ришельё их полномочия были почти аннулированы за счет назначения королевских интендантов, а сама губернаторская должность стала номинальной и почетной.
Губернаторы эпохи абсолютизма, принадлежавшие к знатным фамилиям и занимавшие придворные должности, могли быть покровителями и посредниками для своей провинции в Королевском совете, и «чтобы заручиться поддержкой этих влиятельных протекторов, Анжерский муниципальный корпус не пренебрегал ничем. Если они прибывали в город, или даже проезжали на некотором расстоянии, им предлагали дичь, вино, свечи и факелы, а их женам драже и конфитюры». Кроме этого, оставалась традиция торжественного вступления новоназначенного губернатора в Анже.
Во главе военного управления провинцией Анжу находились губернатор, генеральный наместник (генерал-лейтенант провинции; в случае Анжу эта должность обычно соединялась с губернаторской) и королевский наместник города и замка Анже (lieutenant de Roi des ville et château d'Angers).

## Губернаторы Анжу
1. 1422 — Жан VIII д’Аркур (1396—1424), граф д'Омаль и де Мортен, губернатор Анжу, Мена и Турени
2. 1469 — 1473 — Жан де Лоррен (ум. 1473), граф д'Аркур, также сенешаль Анжу
3. 1475 — Гийом де Серизе, мэр Анже и губернатор провинции
4. 1479 — 1484 — Ги II де Лаваль (ум. 1484), сеньор де Луэ, сенешаль и губернатор
5. 1490 — 1504 — Пьер де Роган-Жье (1453—1513), граф де Гиз, маршал Франции, губернатор Анжу и Мена
6. 1504 — 1515 — Шарль де Роган-Жье (ок. 1478—1528), граф де Гиз, губернатор Анжу и Турени
7. 1515 — 1540 — Рене де Коссе (ок. 1459—1540), губернатор Анжу и Мена
8. 1540 — 1560 — граф Шарль де Коссе-Бриссак (1505—1563), маршал Франции, губернатор Анжу и Мена
9. 1560 — 1565 — Луи III де Бурбон (1513—1582), герцог де Монпансье, губернатор Анжу, Турени, Мена, Перша, Вандомуа, графства Блуа и Лудёнского бальяжа
10. 1565 — 1567 — Франсуа де Бурбон (1542—1592), герцог де Монпансье, губернатор Анжу, Турени, Мена и Перша
11. 1567 — 1568 — Антуан де Вассе
12. 1568 — 1576 — Жан де Леомон, сьёр де Пюигайяр (ум. 1584)
13. 1576 — 1579 — Луи де Клермон (1549—1579), барон де Бюсси-д'Амбуаз
14. 1579 — ? — сьёр де Симье, барон де Сен-Мар
15. 1582 — Клод де Бовилье (1542—1583), граф де Сент-Эньян, губернатор и генеральный наместник
16. 1582 — 1584 — Мишель дю Алло
17. 1584 — Жан де Леомон, сьёр де Пюигайяр (ум. 1584), 2-й раз
18. 1584 — 1586 — герцог Анри де Жуайёз (1567—1608), маршал Франции
19. 1586 — 1588 — Жан-Луи де Ногаре де Лавалет (1557—1642), герцог д'Эпернон
20. 1588 — 1609 — Антуан де Сийи, граф де Ла-Рошпо (ум. 1609)
21. 1609 — 1619 — Юрбен де Монморанси-Лаваль (1557—1629), сеньор де Буа-Дофен, маршал Франции
22. 1619 — 1628 — Мария Медичи (1575—1642), королева-мать
23. 1628 — 1630 — Мартен III дю Белле (1571—1637), принц д'Ивето
24. 1630 — 1631 — Антуан Коэфье де Рюзе (1581—1632), маркиз д'Эфья, маршал Франции
25. 1631 — 1636 — кардинал Луи де Ногаре де Лавалет (1593—1639)
26. 1636 — 1649 — Юрбен де Майе (1598—1650), маркиз де Брезе, маршал Франции
27. 1649 — 1655 — Анри де Шабо (ок. 1615—1655), герцог де Роган
28. 1655 — 1659 — Луи де Шомжан (ум. 1668), маркиз де Фурий
29. 1659 — 1666 — Анри де Лоррен (1601—1666), граф д'Аркур
30. 1666 — 1712/1718 — Луи де Лоррен (1641—1718), граф д'Арманьяк
31. 1712/1718 — 1740 — Луи де Лоррен (1692—1743), принц де Ламбеск
32. 1740 — 1761 — Шарль-Луи де Лоррен (1725—1761), граф де Брион
33. 1761 — 1789 — Шарль-Эжен де Лоррен (1751—1825), герцог д'Эльбёф, принц де Ламбеск